# ال‌جی شکلات وی‌ایکس۸۵۰۰
ال‌جی شکلات وی‌ایکس۸۵۰۰ (به انگلیسی: LG Chocolate (VX8500))، یک‌نمونه از گوشی‌های تلفن همراه سری وریزون مدل‌های سی‌دی‌ام‌آ (به انگلیسی: Verizon CDMA Models (VX)) شرکت ال‌جی الکترونیکس می‌باشد که توسط همین شرکت به بازار عرضه شده‌است.